# Arsène Lupin (film din 1932)
Arsène Lupin este un film american de mister lansat în 1932, bazat pe piesa de teatru omonimă scrisă de Maurice Leblanc și Francis de Croisset, populară la începutul secolului XX.  Filmul, regizat de Jack Conway, avându-i pe cu John Barrymore și Lionel Barrymore în rolurile principale, a fost produs și distribuit de Metro-Goldwyn-Mayer. Filmul aparține perioadei pre-Code, epocă din industria cinematografică americană petrecută între adoptarea pe scară largă a sunetului în filme, la sfârșitul anilor 1920 și aplicarea directivelor de cenzură ale Codului de producție cinematografică (cunoscut popular sub numele de Codul Hays) în 1934.
Maurice Leblanc este cel care a creat personajul Arsène Lupin, un hoț gentleman fermecător și genial (un hoț nobil în acest fim) în 1905. Lupin fură de la bogați lipsiți de scrupule.

## Rezumat
Un faimos hoț gentleman și potențialul său inamic, Detectivul Guerchard, sunt angajați într-o confruntare a minților. Bătălia culminează cu furtul și recuperarea Mona Lisei și cu evadarea lui Lupin - cu ajutorul lui Guerchard - împreună cu frumoasa hoață pe care detectivul a trimis-o să-l prindă în capcană.

## Distribuție
- John Barrymore în rolul Ducelui de Charmerace
- Lionel Barrymore ca detectivul Guerchard
- Karen Morley în rolul Soniei
- John Miljan în funcția de prefect al poliției
- Tully Marshall în rolul lui Gourney-Martin
- Henry Armetta ca omul șerifului
- George Davis ca omul șerifului
- John Davidson în rolul lui Butler
- James Mack în rolul lui Laurent
- Mary Jane Irving în rolul Mariei
- Olaf Hytten ca invitat la petrecere (necreditat)
- Leo White ca Bijutier (necreditat)

## Box office
Filmul a încasat în total (intern și internațional) 1.110.000 de dolari (echivalentul a 25.600.000 de dolari în 2024): 595.000 de dolari din SUA și Canada și 515.000 de dolari în alte părți. A realizat un profit de 245.000 de dolari. 